# Peter Langhoff
Peter Langhoff (født 9. januar 2004) er en dansk fodboldspiller, der spiller for Lyngby Boldklub. 

## Karriere

### Ungdom
Peter Langhoff begyndte sin karriere i Lundtofte Boldklub og Lyngby BK.

### Lyngby BK
I 2024 fik Peter Langhoff sin første fuldtidsprofessionelle kontrakt med Lyngby BK.